# Вараксино (Тверская область)
Вара́ксино — деревня в Конаковском районе Тверской области. Входит в состав сельского поселения «Завидово».

## География
Находится в юго-восточной части Тверской области на расстоянии приблизительно 16 км на юго-запад по прямой от районного центра города Конаково на правом берегу речки Дойбица.

## История

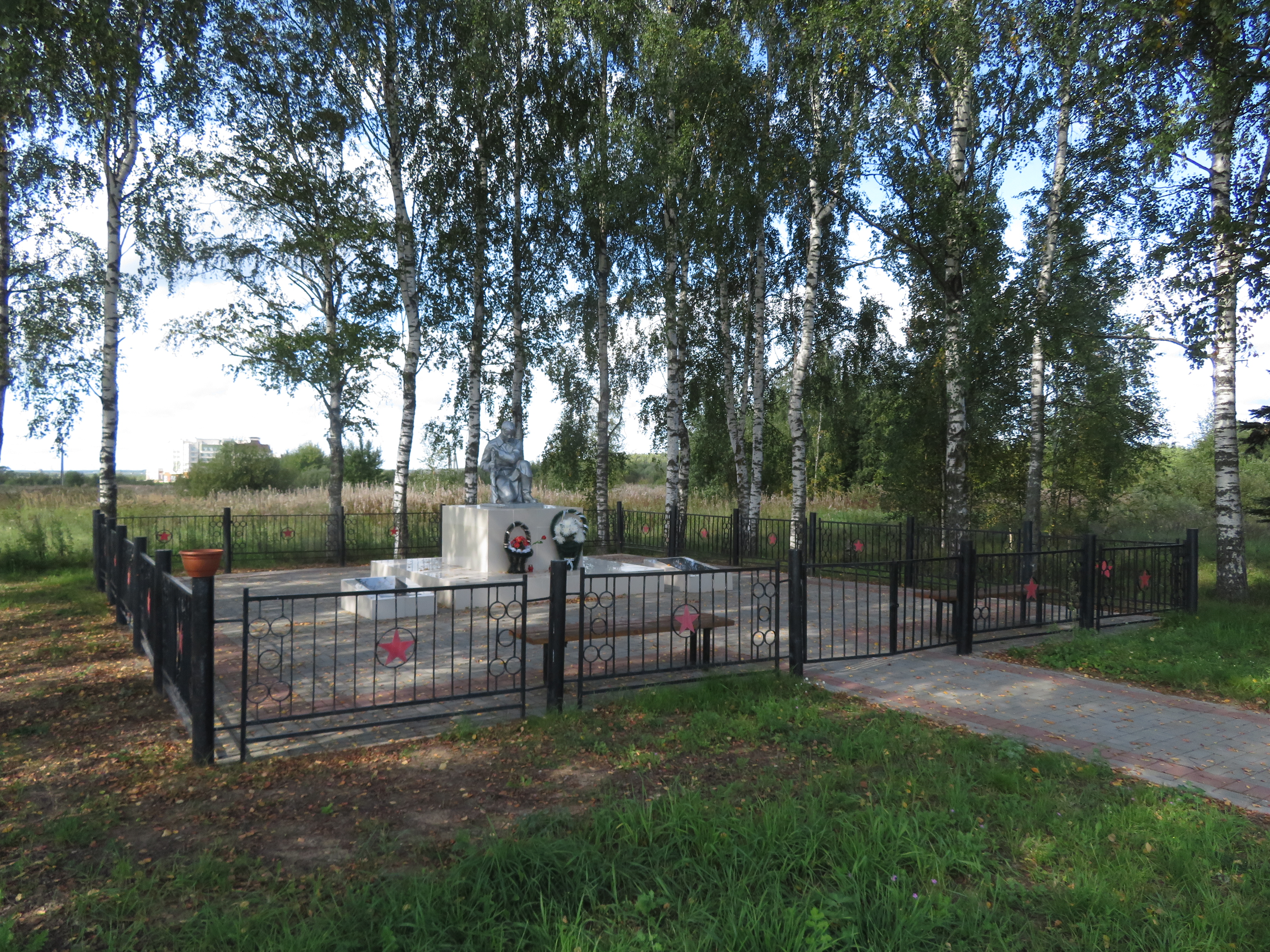
Воинский мемориал в Вараксино

Известна с 1624 года. В 1859 году здесь (деревня Клинского уезда Московской губернии) было учтено 25 дворов.

## Население
Численность населения: 139 человек (1859 год), 24 (русские 96 %) в 2002 году, 23 в 2010.